# Winnipeg Cyclone
I Winnipeg Cyclone sono stati una franchigia di pallacanestro della IBA, con sede a Winnipeg, nel Manitoba, attivi tra il 1995 e il 2001.

## Stagioni
| Stagione | Lega | Denominazione    | V  | P  | %    | Piazzamento | Play-off           |
| -------- | ---- | ---------------- | -- | -- | ---- | ----------- | ------------------ |
| 1995-96  | IBA  | Winnipeg Cyclone | 14 | 10 | 58,3 | 2º          | Semifinale         |
| 1996-97  | IBA  | Winnipeg Cyclone | 13 | 17 | 43,3 | 5º          | -                  |
| 1997-98  | IBA  | Winnipeg Cyclone | 15 | 19 | 44,1 | 2º          | Semifinale         |
| 1998-99  | IBA  | Winnipeg Cyclone | 22 | 12 | 64,7 | 1º          | Finale di division |
| 1999-00  | IBA  | Winnipeg Cyclone | 15 | 21 | 41,7 | 4º          | -                  |
| 2000-01  | IBA  | Winnipeg Cyclone | 11 | 29 | 27,5 | 5º          | -                  |